# Elisabetta Viviani
Elisabetta Viviani (Milán, Italia, 4 de octubre de 1955) es una cantante de música pop, presentadora y actriz italiana.
En 1977 se convirtió en madre de su única hija Nicole, del futbolista Gianni Rivera. En febrero de 2007 se convirtió en socorrista voluntaria en ambulancia de la Cruz Blanca en Milán y fue certificada en octubre de 2008 en 118.

## Trayectoria artística
Nacida en Milán en 1955, comenzó su carrera en 1962 cuando era niña, interpretando pequeños papeles en el Caroselli Rai y, desde los siete años, asistió a la escuela de ballet milanesa de Luciana Novaro. Al mismo tiempo, aprendió a tocar la guitarra y se matriculó en la Accademia dei Filodrammatici de Milán. Durante este tiempo, comenzó a prestar su imagen a algunos afortunados comerciales de televisión, incluidos los de Sole Bianco y Invernizzi.
Pero 1978 es el año del éxito, gracias al anime Heidi, del que ella canta la banda sonora, y que vende millón y medio de copias. La canción, con letra de Franco Migliacci, música de Christian Bruhn y coro de Baba Yaga, fue el tema italiano del famoso anime japonés, dirigido por Isao Takahata, que será transmitido por RAI.
En 1981, el productor de cine Mario Cecchi Gori le propuso un papel en la exitosa película Asso, en la que interpretó a Carolina, junto a Adriano Celentano y Edwige Fenech.
En 1982 Elisabetta se presenta, por única vez, en el Festival de San Remo con la canción C'è, de Balducci, alcanzando la sexta posición.
En 1990 inició su colaboración con Fininvest.
En 2015, con el cantautor Dario Baldan Bembo y el actor Franco Romeo, realizó un recital sobre la vida del papa Francisco con música del propio Baldan Bembo y con texto de Adriano Bonfanti y Gigi Reggi, titulado primo a chiamarsi Francesco.

## Discografía
- 1995 - Semplicemente canzoni
- 2000 - Un tuffo nel mar Disney
- 2002 - Un film...una canzone
- 2004 - Le favole si possono cambiare
- 2006 - Un Natale di neve
- 2008 - Panta rei (tutto scorre)
- 2012 - Magico Natale
- 2013 - Favolando
- 2013 - Un Natale da favola
- 2015 - Il Natale dei bambini
- 2017 - Elisabetta Viviani per Donnein Quota
- 2017 - Le donne della mia età

## Filmografía
- 1981 Asso
- 2014 Sexy Shop

## Televisión
- No, No, Nanette (Rai 1, 1974)
- La donna serpente  (Rai 1, 1976, film TV)
- Il mostro turchino  (Rai 1, 1976, film TV)
- Valentina, una ragazza che ha fretta, dir. de Vito Molinari (Rai 1, 1977, film TV)
- La pulce nell'orecchio de Georges Feydeau, dir. de Vito Molinari (Rai 1, 1983)
- La moglie ingenua e il marito malato de Achille Campanile (Rai 1, 1985)
- Passioni (Rai 1, 1989, serie televisiva)
- In crociera (Rete 4, 1999, serie televisiva)

## Teatro
- Lo spirito del bosco (1974)
- Il giorno in cui sequestrarono il Papa (1974)
- I diari (1975)
- Mademoiselle Nitouche (1981)
- Il primo a chiamarsi Francesco (2015)